# NGC 4689
NGC 4689 هي مجرة حلزونية تبعد حوالي 54 مليون سنة ضوئية. تقع في كوكبة الهلبة. تم تصنيفها كمجرة لاينر. NGC 4689 تميل بزاوية حوالي 36 درجة مما يعني أن المجرة ينظر إليها تقريبا على وجه الأرض على خط أفقي. تم اكتشافها من قبل عالم الفلك ويليام هيرشيل في 12 أبريل 1784. وهي عضو في مجموعة عنقود العذراء المجري.

## الخصائص الفيزيائية
NGC 4689 لديها حلقة دائرية في المناطق الداخلية. محيط الحلقة الداخلية في منطقة مشرقة، حلزونية الهيكل مع حدود مثل الحلقة. خارج هذه المنطقة محددة جيدا ومنتشرة وهي دائرية غير عادية لمجرة متأخرة مثل NGC 4689.

### تكوين النجوم
تم اقتطاع قرص تكوين النجوم في NGC 4689 مما يعني أن كمية تكوين النجوم قد انخفض بشكل كبير. وقد يكون هذا الاقتطاع ناتجا عن تفاعل مع وسط داخل المجموعة العنقودية مما تسبب في فقدان المجرة الكثير من النجوم (وسط بين نجمي) بتأثير مايعرف باسم تجريد ضغط الدفع. بسبب انخفاض كمية تكوين النجوم، حيث ان NGC 4689 قد صنفت على أنها مجرة فقر الدم.

## وصلات خارجية
- NGC 4689 على موقع ويكي سكاي: DSS2, SDSS, GALEX, IRAS, Hydrogen α, X-Ray, Astrophoto, Sky Map, Articles and images